# NGC 2314
NGC 2314 (другие обозначения — UGC 3677, MCG 13-6-3, ZWG 348.32, PGC 20305) — эллиптическая галактика (E3) в созвездии Жираф.
Этот объект входит в число перечисленных в оригинальной редакции «Нового общего каталога».
В галактике вспыхнула сверхновая SN 2005ai типа Ia, её пиковая видимая звездная величина составила 15,9.